# Chloroclystis diaboeta
Chloroclystis diaboeta är en fjärilsart som beskrevs av Louis Beethoven Prout 1958. Chloroclystis diaboeta ingår i släktet Chloroclystis och familjen mätare. Inga underarter finns listade i Catalogue of Life.